# Adani Group
Adani Group è un conglomerato multinazionale indiano, con sede ad Ahmedabad. Fondata da Gautam Adani nel 1988 come attività commerciale di materie prime, le attività del Gruppo includono gestione portuale, generazione e trasmissione di energia elettrica, energia rinnovabile, estrazione mineraria, operazioni aeroportuali, gas naturale, trasformazione alimentare e infrastrutture.  Più del 60% delle entrate del gruppo Adani deriva da attività legate al carbone.
Al suo apice, Adani era il secondo più grande conglomerato indiano, dopo Reliance Industries. Ha perso più di 104 miliardi di dollari di valore dopo le accuse di frode e manipolazione del mercato da parte della società di vendita allo scoperto Hindenburg Research. Il Gruppo Adani ha suscitato anche altre polemiche per denunce di aggiotaggio, irregolarità contabili, clientelismo, evasione fiscale, danni ambientali e querela ai giornalisti.

## Storia
Adani Exports Limited ha iniziato come società di commercio di materie prime nel 1988 e si è espansa nell'importazione ed esportazione di più merci. Con un capitale di ₹ 5 lakh, la società è stata fondata come società di partnership con la società ammiraglia Adani Enterprises, precedentemente Adani Exports. Nel 1990, il gruppo Adani ha sviluppato il proprio porto a Mundra per fornire una base per le sue operazioni commerciali. Ha iniziato la costruzione a Mundra nel 1995. Nel 1998 è diventata la principale fonte di guadagno netto in valuta estera per India Inc. La società ha iniziato il commercio di carbone nel 1999, seguita da una joint venture nella raffinazione di olio commestibile nel 2000 con la formazione di Adani Wilmar.
Adani ha movimentato 4 Mt di carico a Mundra nel 2002, diventando il più grande porto privato dell'India. Successivamente, nel 2006, l'azienda è diventata il più grande importatore di carbone in India con 11 Mt di movimentazione di carbone. La società ha ampliato la propria attività nel 2008, acquistando Bunyu Mine in Indonesia, che dispone di 180 Mt di riserve di carbone. Nel 2009 l'azienda ha iniziato a produrre 330 MW di potenza termica. Ha inoltre costruito una capacità di raffinazione di olio commestibile in India di 2,2 Mt all'anno.

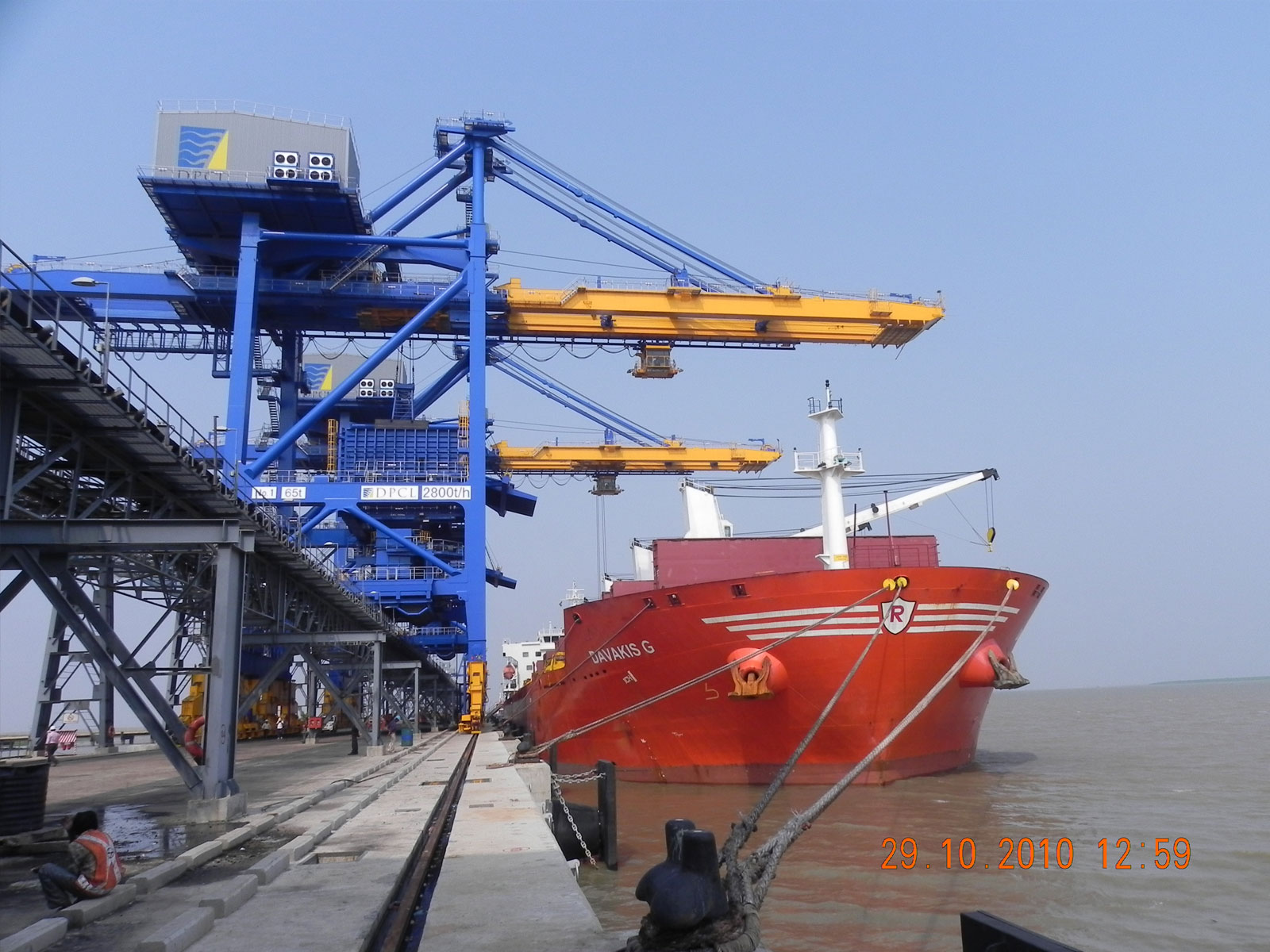
Dhamra Port nel 2010

Nel 2010, il gruppo Adani con l'aiuto di Petronet LNG ha iniziato ad allestire un solido porto mercantile attraverso una società di joint venture chiamata Adani Petronet (Dahej) Port Private Ltd.; le prime operazioni nell'agosto 2010 al porto di Dahej. il terminal portuale per carichi solidi ha strutture per importare/esportare prodotti sfusi come carbone, acciaio e fertilizzanti. PLL detiene il 26% del capitale di questa joint venture.
Nel 2011 il gruppo Adani ha acquistato anche il porto di Abbot Point in Australia con 50 Mt di capacità di movimentazione. Ha commissionato la più grande centrale solare dell'India con una capacità di 40 MW. Quando l'azienda ha raggiunto una capacità di 3.960 MW, è diventata il più grande produttore di energia termica del settore privato in India. Nel 2012 l'azienda ha spostato la propria attenzione su tre cluster aziendali: risorse, logistica ed energia.
Adani Power è emersa come il più grande produttore di energia dell'India nel 2014. La capacità installata totale di Adani Power era allora di 9.280 MW.  Il 16 maggio dello stesso anno, Adani Ports ha acquisito il porto di Dhamra sulla costa orientale dell'India per ₹ 5.500 crore (equivalenti a US $ 940 milioni nel 2020). Dhamra Port era una joint venture 50/50 tra Tata Steel e L&T Infrastructure Development Projects, che è stata acquisita da Adani Ports. Il porto ha iniziato le operazioni nel maggio 2011.

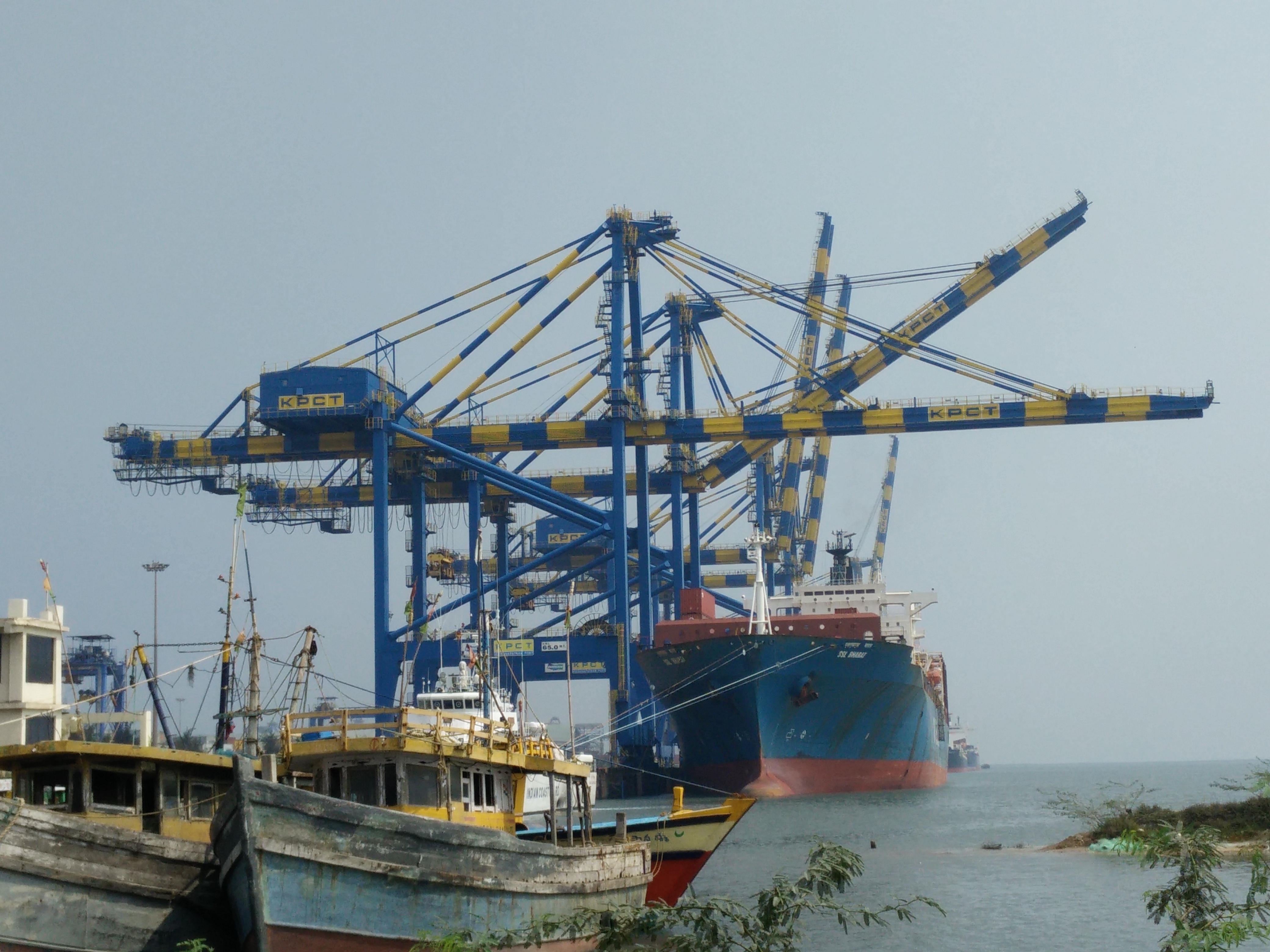
Porto di Krishnapatnam nell'Andhra Pradesh

Nel 2015, l'Adani Renewable Energy Park del gruppo Adani ha firmato un patto con il governo del Rajasthan per una joint venture 50/50 per creare il più grande parco solare dell'India con una capacità di 10.000 MW. Nel novembre 2015, il gruppo Adani ha iniziato la costruzione del porto di Vizhinjam, in Kerala.
Adani Aero Defense ha firmato un patto con il produttore di armi israeliano, Elbit-ISTAR, e Alpha Design Technologies, per lavorare nel campo dei sistemi aerei senza pilota (UAS) in India nel 2016. Ad aprile, Adani Enterprises ha ottenuto l'approvazione dal governo del Gujarat per iniziare i lavori per la costruzione di un impianto di apparecchiature per l'energia solare. A settembre, Adani Green Energy (Tamil Nadu), l'ala rinnovabile del gruppo Adani, ha iniziato le operazioni a Kamuthi a Ramanathapuram, Tamil Nadu con una capacità di 648 MW a un costo stimato di ₹ 4.550 crore ( US 700 milioni di dollari nel 2020).  Nello stesso mese il Gruppo Adani ha inaugurato un impianto fotovoltaico monoposto da 648 MW. Al momento della sua installazione era la più grande centrale solare del mondo.

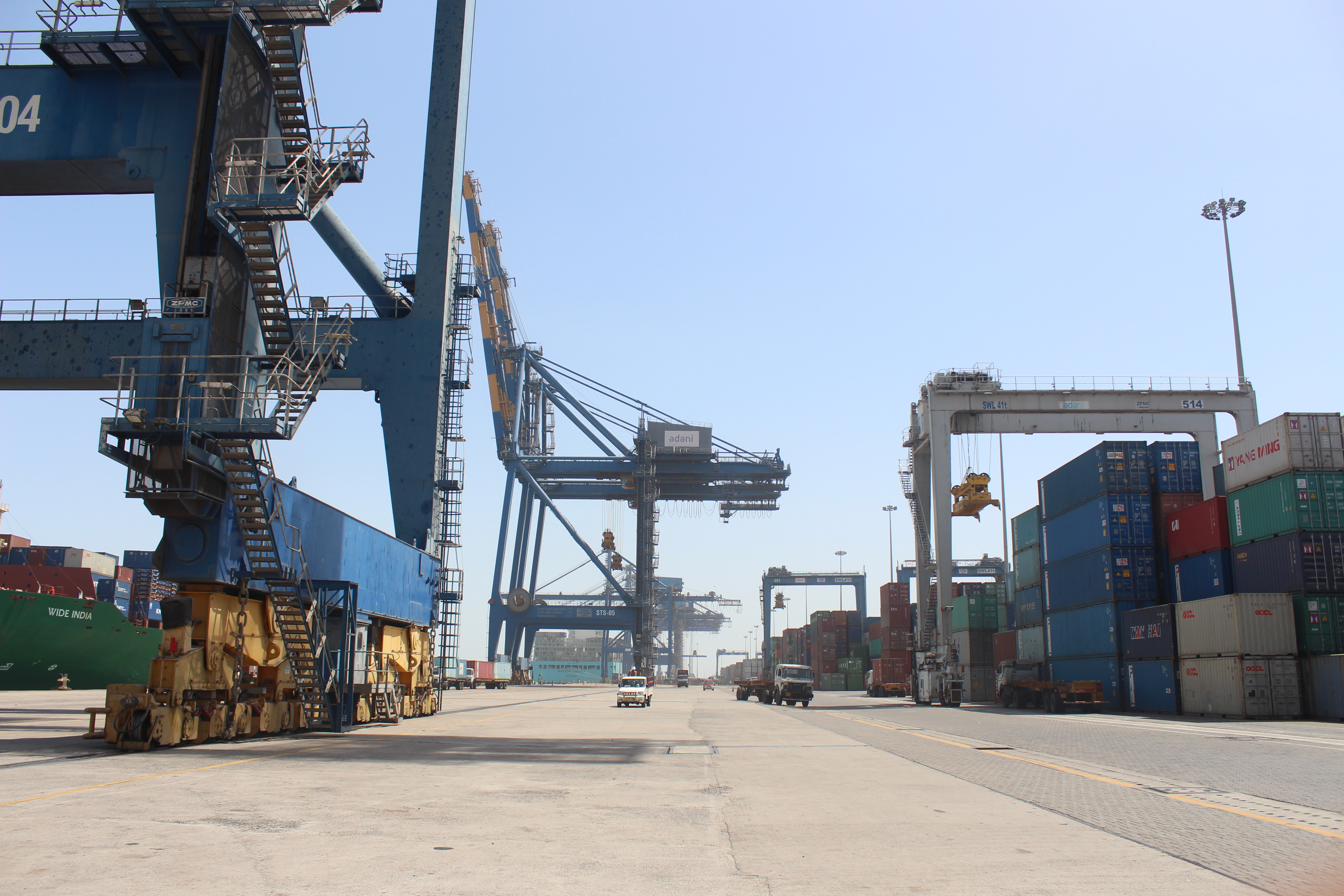
Particolare del Mundra Port nel 2017

Il 22 dicembre 2017, il gruppo Adani ha acquisito il braccio di potere di Reliance Infrastructure per ₹ 18.800 crore (US $ 2,89 miliardi).
Nell'ottobre 2019, la società francese di petrolio e gas TotalEnergies ha acquistato una partecipazione del 37,4% in Adani Gas per ₹ 6.155 crore (US $ 874,04 milioni) e ha ottenuto il controllo congiunto della società. Total ha anche investito 510 milioni di dollari in una filiale di Adani Green Energy nel febbraio 2020.
Nell'agosto 2020, Adani Group ha ottenuto una quota di maggioranza negli aeroporti di Mumbai e Navi Mumbai dopo aver stipulato un accordo di acquisizione del debito con GVK Group. Attraverso un accordo di concessione con la Airports Authority of India, Adani Group ha ottenuto anche un contratto di locazione per 50 anni sugli aeroporti di Ahmedabad, Guwahati, Jaipur, Lucknow, Mangalore e Thiruvananthapuram.
Nel maggio 2021, Adani Green Energy ha acquisito SB Energy, una joint venture di SoftBank Group e Bharti Enterprises, per 3,5 miliardi di dollari.
Nel maggio 2022, il Gruppo Adani ha acquisito Ambuja Cements e ACC per 10,5 miliardi di dollari. L'accordo farà del gruppo Adani il secondo più grande produttore di cemento in India. Sempre nel maggio 2022, il conglomerato International Holding Company (IHC) con sede negli Emirati Arabi Uniti, guidato da Syed Basar Shueb, ha investito 2 miliardi di dollari in tre società del gruppo Adani: Adani Green Energy, Adani Transmission e Adani Enterprises. Nel giugno 2022, TotalEnergies ha acquisito una partecipazione del 25% in Adani New Industries, la nuova filiale di idrogeno verde di Adani Enterprises, per 12,5 miliardi di dollari.